# Popyt na pieniądz
Popyt na pieniądz – zapotrzebowanie na pieniądz ze strony różnych podmiotów gospodarczych (spoza sektora bankowego) lub indywidualnych konsumentów.
Jest przede wszystkim funkcją dwóch zmiennych: rosnącej funkcji dochodów i malejącej funkcji stopy procentowej. Według teorii popytu na pieniądz J.M. Keynesa powody co do chęci posiadania i utrzymywania pieniądza są następujące:
- powód transakcyjny rodzi popyt transakcyjny, który wynika z konieczności posiadania pieniądza w celu dokonywania operacji handlowych;
- powód przezornościowy (ostrożnościowy) rodzi popyt przezornościowy (ostrożnościowy), który wynika z niepewności co do przyszłych dochodów i wydatków oraz dążenia do bezpieczeństwa;
- powód spekulacyjny rodzi popyt spekulacyjny, który polega na dążeniu do posiadania pieniądza przynoszącego zysk w przyszłości;
- powód portfelowy rodzi popyt portfelowy, który jest konsekwencją występowania skłonności do posiadania pieniądza w sytuacji niechęci do podejmowania ryzyka.